# Жозе Беланже
Жозе Беланже (фр. Josée Bélanger, 14 травня 1986) — канадська футболістка, олімпійська медалістка. Півзахисник, виступала в складі національної збірної Канади.

## Ігрова кар'єра
Футбольну кар'єру розпочала в 2006 виступами за футбольну команду Шербрукського університету, в складі якого відіграла п'ять сезонів.
У 2007 провела п'ять матчів у складі «Лаваль Кометс». З 2009 по 2012 захищала кольори команди «Квебек Сіті». У складі квебекського клубу провела 25 матчів, забила 13 голів.
У  2014 повернулась до складу «Лаваль Кометс». Сезон 2015 провела в Європі в складі шведського клубу «Русенгорд».
У 2016 прийняла пропозицію американської команди «Орландо Прайд», яка виступає в Національній жіночий футбольній лізі.

## Збірна
2004, залучалась до складу юніорської збірної Канади.
У складі національної збірної Канади дебютувала в 2004 році. Провела в складі збірної 57 матчів, забила сім голів. У 2017 завершила свою кар'єру в збірній.

## Тренерська кар'єра
У 2012 очолювала футбольний клуб «Vert & Or».

## Титули і досягнення
Канада
- Бронзова призерка Олімпійських ігор (1): 2016.